# Far Cry Instincts
Far Cry Instincts – gra komputerowa z gatunku first-person shooter, wyprodukowana przez studio Crytek we współpracy z Ubisoft Montreal i wydana przez Ubisoft. Jej premiera nastąpiła 27 września 2005 roku w Ameryce Północnej, zaś 3 dni później program trafił do europejskich odbiorców. Far Cry Instincts jest rozszerzonym wydaniem gry Far Cry wydanej w 2004 roku na komputery osobiste.
Fabuła Far Cry Instincts jest taka sama jak w pierwowzorze. Gracz wciela się w najemnika Jacka Carvera, który postanowił pewnego dnia udać się na tropikalną wyspę w Mikronezji razem z dziennikarką. W trakcie podróży ich statek zostaje ostrzelany, a dziennikarka znika bez śladu.
Tytuł miał ukazać się na konsolach PlayStation 2, Xbox oraz GameCube, jednak latem 2005 roku Ubisoft ogłosił, że gra ukaże się tylko na konsoli Microsoftu. Głosu bohaterowi gry użyczył aktor Stephen Dorff.

## Odbiór gry
Gra otrzymała pozytywne recenzje, uzyskując według agregatora Metacritic średnią ocen wynoszącą 85/100 punktów, natomiast według serwisu GameRankings średnią 86,57%.